# California Bureau of Investigation
La California Bureau of Investigation, CBI o BIC (en español Oficina de Investigación de California) es la oficina de investigación criminal del estado de California bajo el Departamento de Justicia de California (CA DOJ), en la División de Aplicación de la Ley (DLE), administrada por la Oficina del Fiscal General del Estado que proporciona servicios de investigación expertos para ayudar a las agencias locales, estatales, tribales y federales en las principales investigaciones penales que abarcan todo el estado.

## Historia
La Oficina del Procurador General de California (AG) se creó en 1850; sin embargo, la aplicación permanente de la ley y los elementos de investigación criminal del Departamento de Justicia de California no se establecieron hasta principios del siglo XX. A pesar de esto, el personal de aplicación de la ley de CA DOJ puede rastrear parte de sus raíces hasta la de los Rangers originales de California; la primera agencia estatal de investigación criminal y aplicación de la ley creada el 17 de mayo de 1853. Aunque los Rangers de California se disolvieron rápidamente (luego de su éxito en llevar a la violenta pandilla Five Joaquins ante la justicia), sus capacidades especiales de aplicación de la ley y su misión de investigación estatal ahora residen principalmente con los agentes especiales de CA DOJ, como los asignados a CBI. 
El CBI es la agencia de investigación criminal más antigua y de funcionamiento continuo en todo el estado en el Departamento de Justicia de California y en el estado de California. A continuación se enumeran algunas fechas clave en la historia del CBI: 
- En 1905, se creó la Oficina de Identificación Criminal de California (CBCI) para la clasificación e identificación de criminales encarcelados por diversos medios, como las huellas digitales. Sin embargo, el CBCI original se disolvió en 1909 y no tenía una misión formal de investigación criminal.

- El 1 de enero de 1918 (siguiendo la legislación aprobada en 1917), CBCI fue reinstalado como la Oficina de Identificación e Investigación Criminal de California (CBCII), luego de que los funcionarios estatales reconocieran que era necesaria la unificación de los esfuerzos de aplicación de la ley estatal para recopilar / mantener un depósito de información de identificación criminal accesible para las agencias de aplicación de la ley en todo el estado, además de investigar y detener a criminales. Esto también se reconoce como la fecha de fundación de la CBI, como lo fue cuando la oficina adoptó sus primeras autoridades de investigación criminal, ayudando a otras agencias de aplicación de la ley en todo el estado según sea necesario en investigaciones criminales complejas. Los investigadores dentro de esta oficina fueron reclutados como expertos en una variedad de campos de investigación criminal y científica. CBCII, junto con el posterior (pero ahora difunto)La Oficina de Aplicación de Narcóticos de California (BE, por sus siglas en inglés) creada en 1927, proporcionó al estado sus capacidades iniciales de investigación criminal en todo el estado que todavía tiene hoy a través de CBI.

- El 1 de mayo de 1944, se creó el Departamento de Justicia de California y se le transfirió la Oficina del Fiscal General de California (OAG) (que también lo administra), junto con el BNE.
- En 1945, el CBCII también fue transferido bajo CA DOJ, y poco después, se dividió en la Oficina de Investigación (BI) y la Oficina de Estadísticas Penales (que luego se renombró a la Oficina de Identificación e Información Criminal). Aquí es donde BI permanecería hasta nuestros días (como el CBI moderno).
- En 1962, se creó la División de Aplicación de la Ley (DLE) bajo el Departamento de Justicia de California. El BNE y el CBI fueron transferidos bajo el nuevo DLE, con un solo director de división (luego renombrado como jefe de división) supervisando las oficinas e informando directamente a CA AG.
- En 1971, el 26 ° CA AG (un exagente del FBI y oficial de inteligencia del Ejército de EE. UU.) Reorganizó drásticamente el DLE para mejorar la eficiencia y la efectividad.
- En 1998, a pesar de que muchos en todo el estado ya se refieren a él como tal, el BI se renueva oficialmente como "CBI" (que todavía se conoce ampliamente hoy en día) con la aprobación del 30.º procurador general de California, Bill Lockyer, y se convierte en una agencia de aplicación de la ley de investigación estatal extremadamente conocida y respetada. En este momento, CBI incluye operaciones de campo, una unidad de crimen organizado, un programa de protección de testigos, un programa de crímenes mayores, una unidad de pandillas / extremistas criminales y una unidad de inteligencia. Los agentes especiales del DOJ / CBI de esta época están asignados a múltiples grupos de trabajo (estatales y federales), y ayudan a otros departamentos en todo el estado con investigaciones, operaciones, apoyo y capacitación avanzada en la aplicación de la ley, mientras que también realizan investigaciones relacionadas con cualquiera del trabajo / casos / asuntos de interés del procurador general de California.
- En 2008, la aclamación y el prestigio del CBI alcanza su apogeo, cuando la red de televisión CBS crea una nueva serie de televisión popular basada en un equipo de agentes especiales de CBI. El espectáculo dura siete temporadas.
- En 2009, aunque sigue siendo esencialmente la misma organización, el nombre oficial de CBI se cambió a la Oficina de Investigación e Inteligencia (BII) después de fusionarse con la Oficina de Inteligencia luego de una reorganización y consolidación masiva de la División de Aplicación de la Ley del Departamento de Justicia de California.
- En 2012, la reestructuración de DLE culmina con un corte significativo, y numerosos agentes especiales de CA DOJ (asignados a varias oficinas) son despedidos. Las capacidades de aplicación de la ley del DLE también se reducen drásticamente o se eliminan por completo. Como parte de esta reducción, el BNE se disuelve, y algunas de sus funciones / personal restantes se transfieren al BII. Después de esto, el BII cambió su nombre a "BI" el 17 de febrero de 2012. Desde entonces, el DLE y el CBI han intentado lentamente reconstruir las capacidades que alguna vez tuvo, pero aún no está cerca del nivel que tenía antes de 2012.

## Funciones
Hoy, el CBI puede asignarse a discreción del fiscal general del Estado, realizar investigaciones en terrenos públicos por incidentes que ocurran fuera de las jurisdicciones locales, o puede ser solicitado por la autoridad local por varias razones (por ejemplo, áreas que son demasiado pequeñas para tener detectives locales) o coordinación entre jurisdicciones de delitos mayores). El CBI también opera varios programas, incluido un Equipo de Investigaciones Especiales (SIT) que maneja investigaciones de alto perfil y solicitudes especiales de investigación de la Oficina del Fiscal General, una Unidad de Operaciones Especiales (SOU) dirigida a sospechosos de asesinato y grupos criminales violentos con equipo / recursos especiales, un Equipo de Trata de Personas, un Equipo de Depredador y Asalto Sexual (SPAT), una Unidad de Delitos Electrónicos (ECU), una Fuerza de Tarea de Recuperación de Impuestos y Cumplimiento de Delitos (TRACE), un Equipo de Fraude de Reciclaje (RFT), un centro de limpieza / operaciones de inteligencia centro de conflicto para las agencias del orden público (LA CLEAR) y el programa estatal contra el terrorismo. El CBI también dirige y / o participa en varios otros grupos de trabajo estatales y federales de gran éxito.

## En la Cultura Popular
Una versión ficticia de CBI apareció en la serie de televisión El mentalista. Presentaba varias unidades, y la que presentaba a los personajes principales se centraba principalmente en la investigación de homicidios, y ocasionalmente en secuestros o personas desaparecidas. El lanzamiento en DVD de la Región 1 de la cuarta temporada del El mentalista incluye el CBI especial: Detrás de la insignia, que presenta interacción con los oficiales de la ley en California, específicamente enfocado en un grupo de trabajo de homicidios con varios agentes y oficiales de diferentes agencias (incluyendo aquellos de CBI), que enseñó a quienes trabajaron en el programa para proporcionar una representación realista. 
Un agente especial de CBI también apareció en un episodio de la tercera temporada de la serie de televisión del Crimen Numbers, donde el agente de CBI trabajó junto con el FBI para atrapar a un líder de culto asesino. 
A partir de 2008, el autor más vendido del New York Times, Jeffery Deaver, escribió una serie de novelas de drama criminal protagonizadas por la agente especial ficticia Kathryn Dance del Departamento de Justicia de California / CBI. La novela más reciente de la serie fue escrita en 2016.